# Kiddo
Kiddo är det andra albumet av den svenska popsångerskan Tove Styrke. Albumet gavs ut den 8 juni 2015 genom skivbolaget Sony Music. Albumet innehåller alla 5 originallåtarna från Styrke's EP Borderline (2014). På den svenska musikstreamingtjänsten Spotify finns albumet utgivet som en Spotify Exclusive som innehåller ytterligare en låt, Working Song.

## Bakgrund
Titeln "Kiddo" är en direktreferens till karaktären Beatrix Kiddo från Kill Bill-filmerna. Styrke berättade i en intervju till Idolator: "I like her character a lot — she’s empowering and cool. Kill Bill was an influence from some of the songs [on the album], and especially in the beginning of the creative process of this album. I also have a love-hate relationship with the word “kiddo,” it’s something that people say in a demeaning manner. I felt if I took that word and used it almost as a superhero name, then I would take the power away from them and use it as a strength. That’s the interesting part about language, you can use it to tell your own story. I like doing that when I write".

## Låtlista
| 1.           | Ain't Got No...                                     | 3:52  |
| 2.           | Snaren                                              | 3:01  |
| 3.           | Ego                                                 | 3:48  |
| 4.           | Samurai Boy                                         | 3:27  |
| 5.           | Borderline                                          | 3:23  |
| 6.           | Who's Got News                                      | 3:35  |
| 7.           | Number One                                          | 3:23  |
| 8.           | Even If I'm Loud It Doesn't Mean I'm Talking to You | 3:04  |
| 9.           | Burn                                                | 3:40  |
| 10.          | Decay                                               | 4:05  |
| 11.          | Walking a Line                                      | 3:50  |
| 12.          | Brag                                                | 3:51  |
| Total längd: | Total längd:                                        | 42:59 |

| 13.          | Working Song | 3:22  |
| Total längd: | Total längd: | 46:21 |

## Mottagande
Kiddo blev utsedd till "Veckans album" av tidningen Spin som gav albumet 8 av 10. Time Magazine gav en positiv recension om albumet och kallade det för "en feministisk pop-triumf".